# أبو عمرو البصري
أَبُو عَمْرِو بْنُ ٱلْعَلَاءِ بْنِ عَمَّارٍ ٱلتَّمِيمِيُّ ٱلْمَازِنِيُّ ٱلْبِصْرِيُّ ( 70 هـ - 154 هـ / 687 م - 770 م )؛ أحد القراء السبعة، شيخ العربية والقراءة، أوحد أهل زمانه، من رواة الشعر، برز في الحروف، والنَّحْو، وكان من أعلم الناس بالقراءات، والعربية، والشعر، وأيام العرب، وقد انتهت إليه الإمامة في القراءة بالبَصْرة، وهو أحد التابعين.

## نسبه ونشأته
- أبو عمرو بن العلاء بن عمار بن العريان بن عبد الله بن الحصين بن الحارث بن جلهم بن حجر بن خزاعي بن مازن بن مالك بن عمرو بن تميم بن مر بن أد بن عمرو بن إلياس بن مُضَر المازني العمروي التميمي[7][8]، من أعلم الناس بالقران الكريم، وأحد القراء السبعة.

ولد في مكة في خلافة عبد الله بن الزبير عام 70 هـ وقيل 68 هـ والأول أشهر وأصح، ونشأ بالبصرة وسط قومه بني تميم، وقد اشتهر بالفصاحة، والصدق، والثقة، وسعة العلم، والزهد، والعبادة، وكان من أشراف العرب، حتى أن الشعراء مدحوه، ومنهم الفرزدق الذي قال في مدحه:

## شيوخه وتلاميذه

### شيوخه
- قرا القران بمكة على : سعيد بن جبير، ومجاهد بن جبر، وعكرمة مولى ابن عباس، وعطاء بن أبي رباح، وعبد الله بن كثير، وورد أن تلى على أبي العالية رفيع بن مهران الرياحي.[11]
- وقرا في المدينة على : يزيد بن القعقاع، ويحيى بن يعمر، وشيبة بن نصاح، ويزيد بن روان.[12]
- وقرا في البصرة على : الحسن البصري، ونصر بن عاصم الليثي، وعبد الله بن أبي إسحاق البصري، والوليد بن بشار البصري.[13]
- وقرا في الكوفة على : عاصم بن بهدلة.[14]

### تلاميذه
وأخذ عنه خلق كثير ولذلك سمي بـ(أبي العلماء)  ومنهم : يونس بن حبيب، ويحيى بن المبارك، وعبد الله بن المبارك، والأصمعي، وعيسى بن عمر الثقفي، وهارون بن موسى، وأبو زيد الأنصاري، وشجاع بن أبي نصر، والخليل بن أحمد الفراهيدي، وخلف الأحمر، والأخفش الأكبر، وأبو عبيدة معمر بن المثنى، ومعاذ بن معاذ، وعبد الوارث بن سعيد العنبري وغيرهم.

## وفاته
اختلف العلماء في سنة وفاته اختلافاً كبيراً، والراجح أنه توفي عام 154 هـ في الكوفة زمن الخليفة العباسي أبو جعفر المنصور، وله من العُمر أربعة وثمانين عاماً، وقال البعض أنه توفي عام 148 هـ، وقيل بل توفي عام 157 هـ، وقيل عام 159 هـ، وأكثر العلماء على القول الأول، أن وفاته كانت عام 154 هـ وهو الأصح.

## انظر أيضُا
- رواية الدوري عن أبي عمرو
- رواية السوسي عن أبي عمرو
- الأصمعي
- الكسائي
- خلف الأحمر
- شعر عربي